# Соловьёвка (Каменский район)
Соловьёвка — деревня в Каменском районе Тульской области России.
В рамках административно-территориального устройства включается в Кадновский сельский округ Каменского района, в рамках организации местного самоуправления входит в сельское поселение Архангельское.

## География
Деревня находится в южной части Тульской области, в лесостепной зоне, в пределах северо-восточной части Среднерусской возвышенности, на правом берегу реки Каменки, на расстоянии примерно 9 километров (по прямой) к северо-востоку от села Архангельского, административного центра района.

### Климат
Климат характеризуется как умеренно континентальный. Среднегодовая многолетняя температура воздуха составляет 4,4 °С. Максимальная летняя температура — 37 °С; минимальная температура зимой — −30 °С. Продолжительность периода активной вегетации растений (выше 10 °C) составляет примерно 140 дней. Среднегодовое количество атмосферных осадков составляет 483 мм, из которых большая часть (346 мм) выпадает в тёплый период. Снежный покров держится в течение 120 дней. Господствующие направления ветра — западное и юго-западное.

### Часовой пояс
Деревня Соловьёвка, как и вся Тульская область, находится в часовой зоне МСК (московское время). Смещение применяемого времени относительно UTC составляет +3:00.

## Население
| 2010 |
| ---- |
| 4    |

### Национальный состав
Согласно результатам переписи 2002 года, в национальной структуре населения русские составляли 100 % из 10 чел.